# Синдром раптової дитячої смерті
Синдро́м рапто́вої дитя́чої сме́рті, СРДС (лат. mors subita infantum, англ. sudden infant death syndrome, SIDS) — раптова смерть дитини віком до одного року життя, зазвичай під час сну, без будь-яких попередніх ознак.
Дослідження патології ведуть з 1950-х років, а запровадження терміна «СРДС» датують 1969 роком.

## Фактори ризику
До кінця причина синдрому раптової смерті невідома. І хоча проведені дослідження виявили деякі фактори, які побічно впливають на частоту виникнення «СРДС», точних причин розвитку даної патології знайти досі не вдалося.
До «побічних» факторів належать:
- Сон на животі;
- Низька вага при народженні;
- Підвищена або ж знижена кімнатна температура;
- Анемія;
- Чоловіча стать;
- Передчасні пологи;
- Штучне вигодовування.

## Профілактика
Деякі рекомендації, запропоновані І. М. Воронцовим.:
- по можливості намагатися укладати дитину спати на спину, а не на живіт;
- використовувати спеціальний спальний мішок замість ковдри;
- дитина має спати у власному ліжечку, але тільки в кімнаті з батьками;
- природне вигодовування повинно тривати не менше чотирьох місяців.